# Borlänge högre allmänna läroverk
Borlänge högre allmänna läroverk var ett läroverk i Borlänge verksamt från 1914 till 1968.

## Historia
Skolan var ursprungligen Kommunala mellanskolan i Stora Tuna vilken fanns från 1914
. Senast 1929 blev skolan Stora Tuna samrealskola, 1940 och 1942 benämnd Domnarvets samrealskola och 1945 Borlänge samrealskola. 
Senast år 1950 tillkom ett kommunalt gymnasium  och 1958 var den nya skolbyggnaden, ritad av Paul Hedqvist, klar  som sedan användes. 1955 blev skolan Borlänge högre allmänna läroverk. Skolan kommunaliserades 1966 och upphörde som läroverk 1968 efter att namnändrats till Hagagymnasiet. Studentexamen gavs från 1951 till 1968 och realexamen från 1915 till omkring 1966.